# داود الحدابي
تأسست الجامعة على يد دكاترة وتديرها شركة الموارد

## حياته
ولد في 07 إبريل 1955م في قرية (الصلو)، بمحافظة تعز درس القرآن الكريم على يد أبيه، ثم التحق بالمدرسة الابتدائية في بلدة وعلان، من بلاد الأعروق، وفي مدينة الراهدة، ثم انتقل إلى مدينة تعز؛ حيث درس فيها المرحلتين: الإعدادية والثانوية.
كما درس علوم العربية والعلوم الشرعية على عدد من العلماء؛ منهم: العلامة عبدالرحمن قحطان، والفقيه عبدالملك داؤود عبدالصمد، والعلامة سعيد بن سعيد، وغيرهم.
التحق بكلية التربية في جامعة صنعاء، تخصص (كيمياء - فيزياء)، ونال البكالوريوس، عام 1977م، ثم عمل موجهًا للعلوم في بعض مدارس محافظة تعز، ثم سافر إلي بريطانيا، ودرس فيها اللغة الإنجليزية، ثم دبلومًا بعد الجامعة في أساليب تدريس الفيزياء، عام 1980م. نال درجة الماجستير في مناهج البحث التربوي سنة 1982م، والدكتوراة في التربية سنة 1986م، ثم عاد اليمن، وعمل مدرسًا في كلية التربية في جامعة صنعاء في قسم مناهج وطرق تدريس العلوم.

## المناصب التي تولاها
تقلَّد عددًا من المناصب الإدارية والاستشارية منها:
- رئيسًا لعدد من الأقسام، ونائبًا لعميد الكلية للشئون الأكاديمية، وترقى من أستاذ مساعد إلى أستاذ مشارك إلى أستاذ عام 1997م.
- مديرًا لإدارة المناهج في وزارة التربية والتعليم حتى سنة 1990م.
- أسس (الكلية الوطنية للعلوم والتكنولوجيا) الخاصة عام 1993م، وكان أول عميد لها،
- أسس كذلك (جامعة العلوم والتكنولوجيا) عام 1994م، وتولى رئاستها، وتدريس بعض المواد فيها.
- مستشارًا لوزارة التربية والتعليم.
- مستشارًا في البنك الدولي.
- مستشارًا في اليونسكو.
- مستشارًا في اليونسيف.

## مؤلفاته
- مدخل إلى علم الكمبيوتر.
- مقدمة في مناهج البحث التربوي، بالاشتراك مع (محمد الصوفي)، و(محمود عكاشة).
- مفاهيم العلوم العامة والصحة في الصفوف الأربعة الأولى 1993م.
- برنامج معلم الصفوف الأربعة الأولى من التعليم الأساسي (نظام السنتين بعد الثانوية)، وزارة التربية والتعليم، الجمهورية اليمنية، بالاشتراك مع آخرين.
- مناهج العلوم العامة وأساليب تدريسها 1995م.
- برنامج معلم الصفوف الأربعة الأولى من التعليم الأساسي (نظام السنتين بعد الثانوية)، وزارة التربية والتعليم، الجمهورية اليمنية، بالاشتراك مع آخرين.